# Adolf Marschall von Bieberstein (Politiker, 1848)

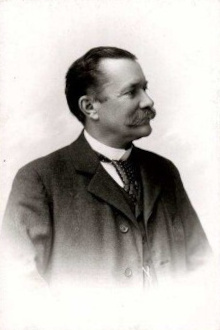
Adolf Marschall von Bieberstein

Adolf Freiherr Marschall von Bieberstein (* 11. Januar 1848 in Karlsruhe; † 13. November 1920 in Freiburg im Breisgau) war ein badischer Politiker.

## Leben
Adolf Marschall von Bieberstein entstammte dem sächsischen Geschlecht Marschall von Bieberstein und trat in den Staatsdienst des Großherzogtums Baden. 1900 wurde er Geheimrat im badischen Ministerium für das großherzogliche Haus und die auswärtigen Angelegenheiten, dem auch bis 1911 das Eisenbahnwesen unterstand. 1904 erfolgte die Ernennung zum Ministerialdirektor und 1905 zum Präsidenten des badischen Außenministeriums in der Regierung Dusch. Adolf von Bieberstein stand vom 8. März 1905 bis zum 19. Mai 1911 dem badischen Ministerium des Äußeren und des Großherzoglichen Hauses vor, ehe Staatsminister Alexander von Dusch das Außenministerium unter seine direkte Regie nahm, jedoch das Eisenbahnwesen an den Finanzminister Josef Nikolaus Rheinboldt übertrug.
Marschall von Bieberstein war ein Sohn des badischen Innenministers Adolf Ludwig Marschall von Bieberstein und Enkel von Karl Wilhelm Marschall von Bieberstein. Er hatte einen namensgleichen Vetter Adolf Marschall von Bieberstein, welcher in den Reichsregierungen Caprivi und Hohenlohe-Schillingsfürst von 1890 bis 1897 das Außenministerium leitete und danach als Botschafter in Konstantinopel eine wichtige Rolle beim Bau der Bagdadbahn spielte.
Sein Sohn war der Staatsrechtler Fritz Freiherr Marschall von Bieberstein.

## Weblink
- Meyers Großes Konversations-Lexikon 6. Auflage 1905–1909, Band 13. Leipzig 1908, S. 352, online